# Серов, Виктор Викторович
Виктор Викторович Серо́в (1924—2007) — российский учёный- патологоанатом, академик РАМН. Лауреат двух Государственных премий СССР.

## Биография
Родился 5 декабря 1924 года в Москве в семье юриста (отец был арестован в 1937 году и расстрелян).
После начала войны участвовал в обороне Москвы. В августе 1942 года добровольцем записался в РККА. Окончил артиллерийское училище, воевал на территории Польши, Германии и Чехословакии (техник — мл.лейтенант). Демобилизовался в 1947 году.
В 1953 году с отличием окончил 1-й ММИ имени И. М. Сеченова и был оставлен в аспирантуре.
Защитил кандидатскую (1956) и докторскую (1963) диссертации, работал на кафедре патологической анатомии: ассистент (1956—1960), доцент (1960—1963), профессор, в 1972—1990 заведующий кафедрой, в 1990—2003 профессор-консультант.
В 1974 году избран членом-корреспондентом, в 1988 году — действительным членом АМН СССР. Один из основателей РАЕН (1990).
Умер 29 января 2007 года. Похоронен в Москве на Троекуровском кладбище.

## Научные труды

### Автор и соавтор монографий
- «Морфологические основы иммунопатологии почек» (1968);
- «Клиническая морфология и прогноз рака желудка» (1970);
- «Ренальные дисфункции» (М. Я. Ратнер, В. В. Серов, Н. А. Томилина, 1977);
- «Амилоидоз» (В. В. Серов и И. А. Шамов, 1977);
- «Соединительная ткань» (В. В. Серов и А. Б. Шехтер, 1981);
- «Иммунопатология почек» (В. В. Серов, В. А. Варшавский, В. А. Куприянова, 1983; премия имени А. И. Абрикосова АМН СССР, 1988);
- «Общепатологические подходы познания болезни» (1992, премия РАМН имени А. И. Струкова (1997);
- «Почки и артериальная гипертензия» (В. В. Серов, М. А. Пальцев, 1993).
- «Воспаление: руководство для врачей» (В. В. Серов, В. С. Пауков, 1995)

### Соавтор учебников
- «Общая патология человека» (1982, 1990);
- «Патологическая анатомия» (2-е издание, 1985);
- «Руководство к практическим занятиям по патологической анатомии» (1987)

### Книги
- «То, что всегда со мной» (1996)
- «Это было недавно, это было давно» (1999)
- «Волшебный мир искусства» (2002)

## Награды и премии
- заслуженный деятель науки РСФСР (1975)
- Государственная премия СССР (1983) — за исследование проблемы амилоидоза
- Государственная премия СССР (1991) — за фундаментальные исследования проблемы гломерулонефрита.
- два ордена Отечественной войны II степени (16.5.1945; 6.4.1985)
- орден Дружбы народов
- медаль «За оборону Москвы»
- медаль «За взятие Берлина»
- медаль «За освобождение Праги»